# Joseph Bopp
Joseph Bopp (* 5. September 1908 in Mülhausen; † 18. Januar 1982 in Binningen) war ein Schweizer Flötist und Komponist.

## Leben und Werk
Joseph Bopp studierte Flöte am Konservatorium in Straßburg. Danach studierte er in Paris bei René Leroy und besuchte Theorie- und Dirigentenkurse bei Felix Weingartner am Konservatorium Basel. Daneben nahm er Kompositionsunterricht.
Nach einer Tätigkeit als Lehrer am Städtischen Konservatorium und als Flötist im Städtischen Orchester Mülhausen (ab 1929) wurde Joseph Bopp 1933 von Felix Weingartner als Soloflötist nach Basel berufen. 1936 wurde er Lehrer der Berufsflötenklassen am Konservatorium Basel. 1943 wurde er Lehrer für barocke Traversflöte an der Schola Cantorum Basiliensis. Dort dirigierte er die Konzerte der Mozartgemeinde Basel. Joseph Bopp konzertierte auch als Solist in der Schweiz und im Ausland.
Set 1964 leitete Joseph Bopp an der Musik-Akademie der Stadt Basel die Abteilungen Musikschule und Orchesterschule. Er edierte unter anderem Mozarts sechs Flötensonaten, Köchelverzeichnis 10–15 (zwei Hefte, Basel 1959).
Joseph Bopp schrieb eine Suite für Flöte und Klavier (1937), ein Quartett für vier Flöten (1937), ein Quartett für Flöte und Streicher (1939), eine Pastorale für neun Bläser (1946) sowie Flöten-Etüden (1936). Mehrere Werke älterer Flötenliteratur legte er als Neuausgaben vor.